# مشروع مسام

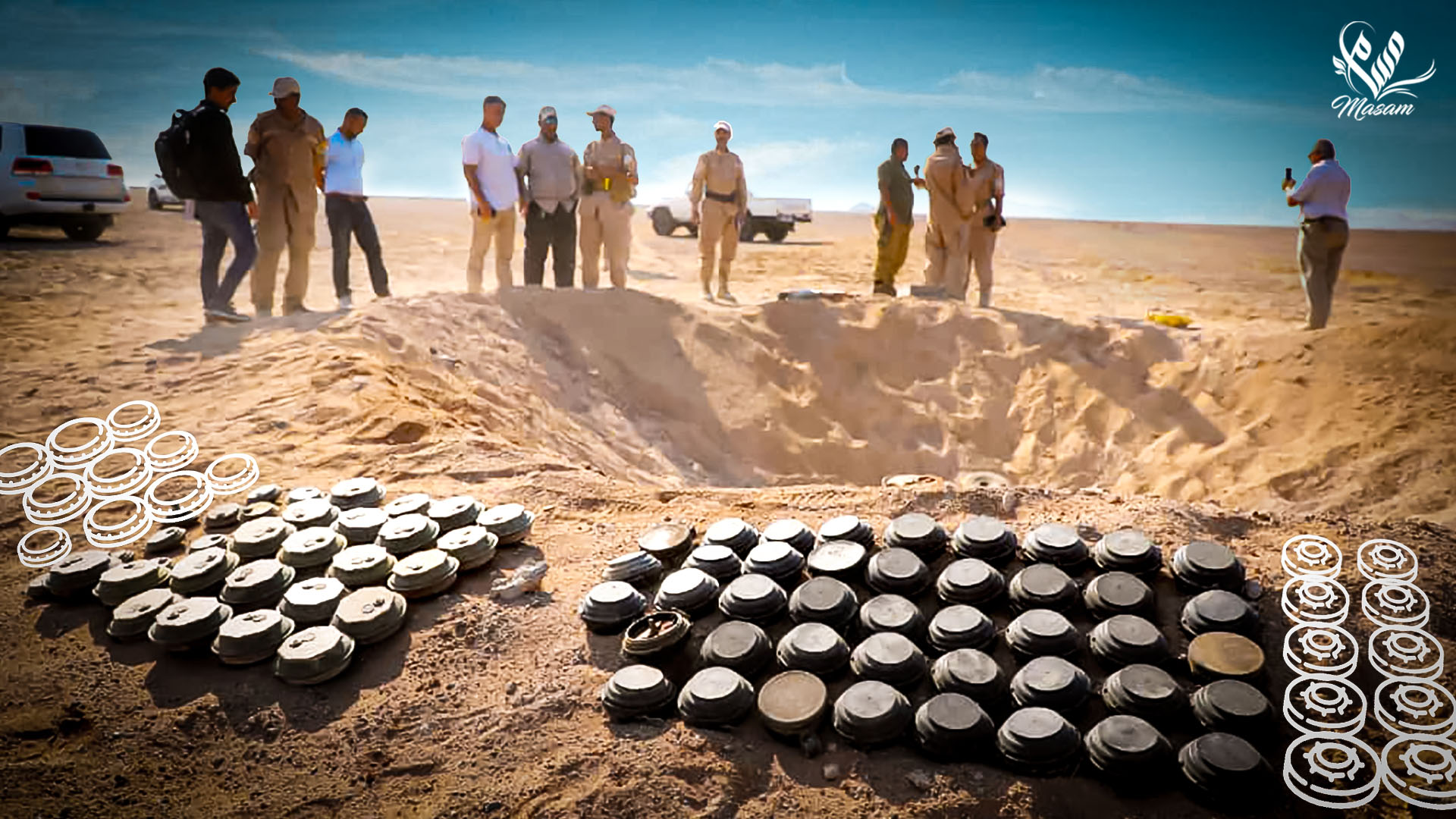
ألغام قامت فرق مشروع "مسام" بإزالتها من الأراضي التي تم تحريرها.

«مسام» مشروع إنساني لتطهير الأراضي اليمنية من الألغام والذخائر غير المتفجرة، أطلقه مركز الملك سلمان للإغاثة والأعمال الإنسانية في يونيو 2018، ويعمل بالتنسيق والشراكة مع البرنامج الوطني اليمني لنزع الألغام «يمك»؛ لتطهير الأراضي اليمنية من حقول الألغام الأرضية العشوائية المضادة للأفراد والمضادة للدبابات وكذلك العبوّات الناسفة والذخائر غير المتفجرة، للسيطرة على الكارثة الإنسانية التي تسببت بها الألغام في اليمن وحرصا على عدم استفحالها وتحولها إلى فاجعة غير مسبوقة في العالم.

## أهداف المشروع:[2][3]
- رسم النهج التشغيلي والاستطلاع وتجهز الخطط لتطهير المناطق في الداخل اليمني من الألغام والذخائر التي لم تنفجر.
- تدريب وتجهيز الفرق المحلية اليمنية للاستجابة للحالات الطارئة، وإنزالهم في المناطق المختلفة للعمل على تطهيرها.
- التوجيه والدعم العملياتي المستمر والقيام بعمليات التطهير الشاملة بما يتماشى مع المعايير الدولية المتعلقة بنزع الألغام.

## مراحل المشروع:[4]
- تحديد أماكن الألغام الأرضية في المناطق المحررة.
- الاستجابة السريعة للحالات الطارئة وتطهير المنطقة من الألغام والذخائر التي لم تنفجر.
- تدريب وتجهيز الفرق المحلية، وتقديم الدعم الفني واللوجستي لها للتعامل مع الألغام.
- القيام بعمليات التطهير الشاملة بما يتماشى مع المعايير الدولية المتعلقة بنزع الألغام.

## خبراء «مسام»
يتسلح «مسام» بأسرة متماسكة متعاهدة على ميثاق إنساني خالص مفاده تلبية نداء الإنسانية في اليمن بسخاء وعطاء لا حدود لهما، متسلحا في هذه المهمة النبيلة بنخبة من الخبراء الضالعين في مجال نزع واتلاف الألغام والذين يمدون فرق «مسام» باستمرار بمعارف نوعية توجههم بمهنية عالية على الأرض وتساهم في إنجاح مهماتهم الميدانية.
ويعمل هؤلاء الخبراء على تحديث قاعدة البيانات المعرفية لدى فرق «مسام» ومدها بالمعارف النظرية والتطبيقية اللازمة لتكون دائما على أهبة الاستعداد للتعامل مع الألغام المموهة والمتطورة باستمرار والعشوائية في اليمن.
تسببت عمليات إزالة الألغام في وفاة 30 من العاملين في «مسام» بينهم 5 خبراء أجانب، فيما أصيب 52 آخرين أثناء أدائهم واجبهم في نزع الألغام، منذ العام 2018م.

## مناطق عمل المشروع
وصل عدد الألغام في الأراضي اليمنية إلى مئات الآلاف من الألغام المزروعة بطرق عشوائية، وعمل فريق «مسام» منذ انطلاق المشروع في 11 منطقة، هي:
صنعاء، الحديدة، عدن، البيضاء، الجوف، لحج، مأرب، شبوة، تعز، الضالع، صعدة.

## إحصائيات إجمالية ونتائج:[7]

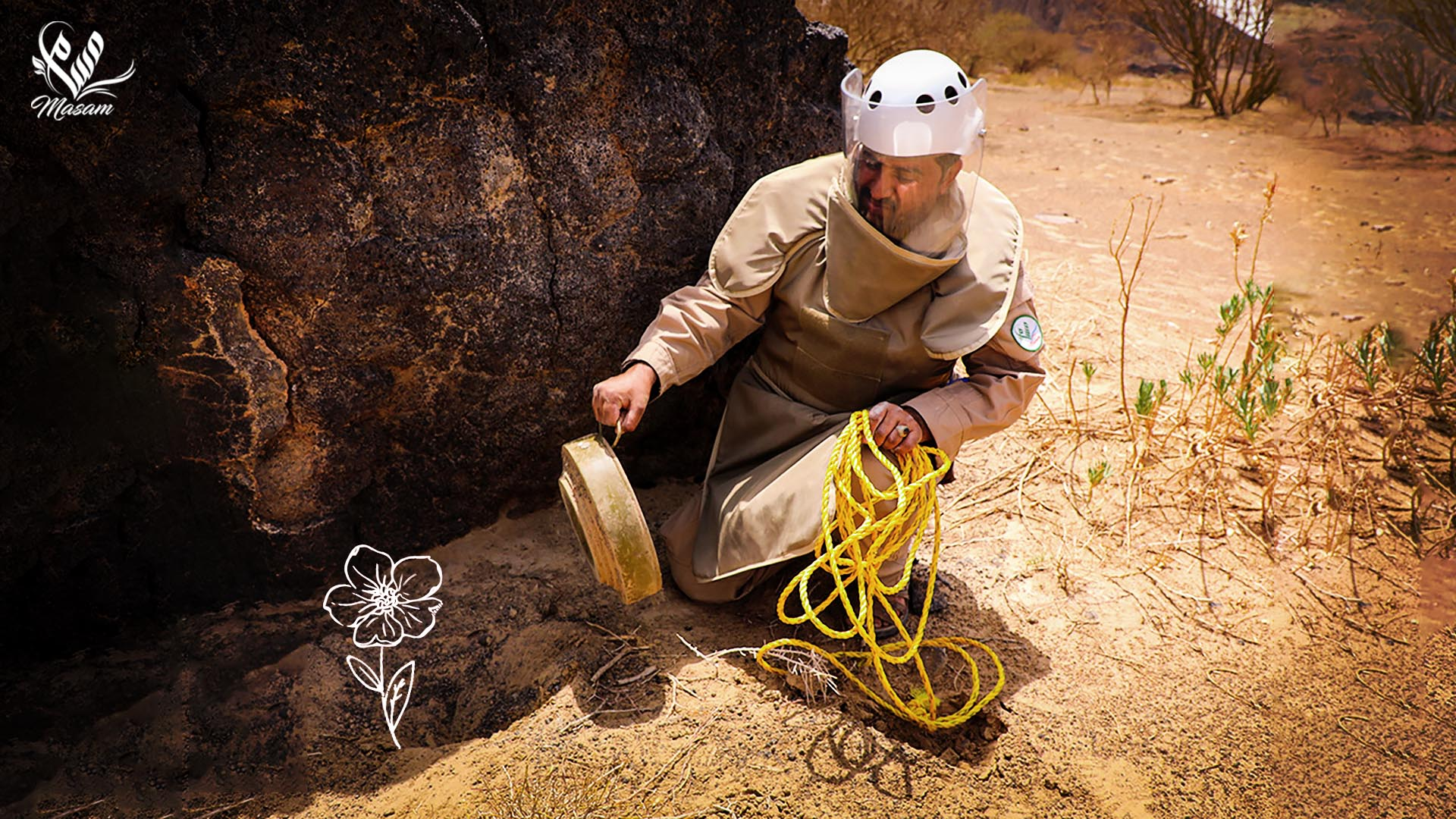
أحد العاملين في المشروع يقوم بإزالة لغم

منذ انطلاق المشروع نهاية يونيو 2018م وحتى 31 ديسمبر 2023:
نزعت فرق «مسام» 427,534 لغماً وذخيرة غير منفجرة وعبوة ناسفة

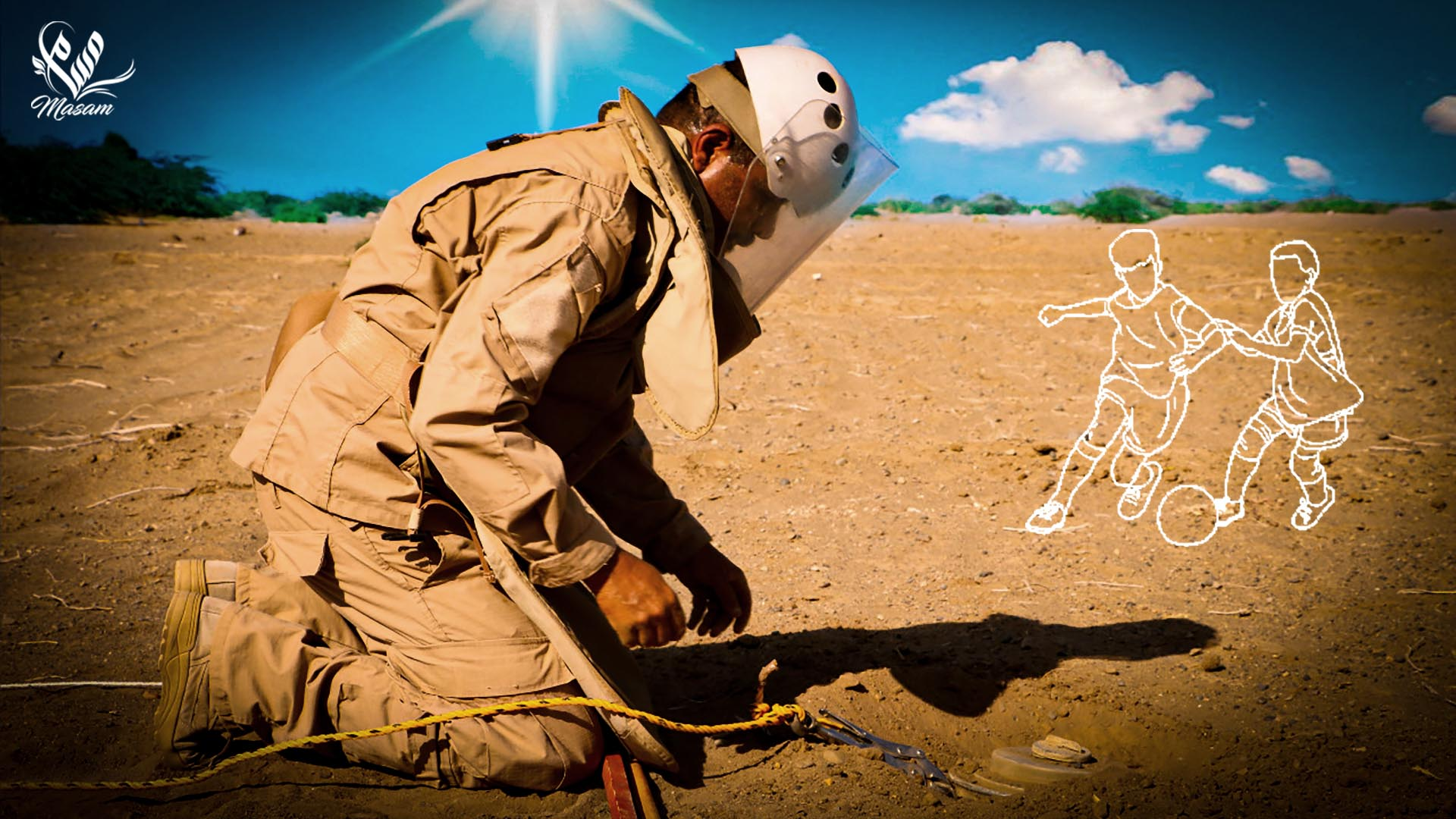
مشروع "مسام" يهدف إلى جعل اليمن أرضاً خالية من الألغام

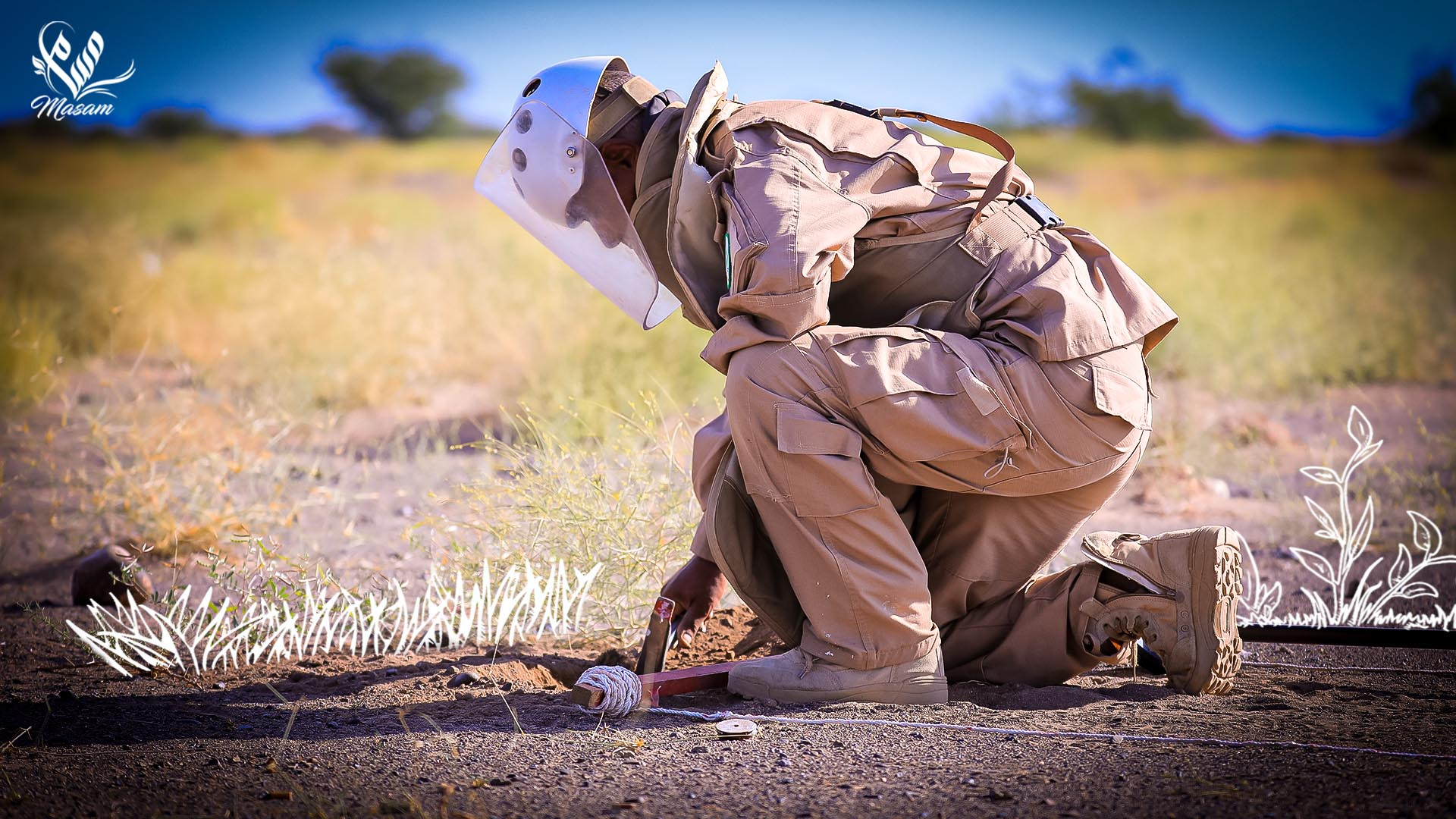
أحد رجال "مسام" خلال قيامه بإزالة لغم أرضي

إجمالي مساحة الأراضي (م2) التي تم تطهيرها: 53,126,577
مجموع الألغام المضادة للأفراد: 6,446 لغماً.
مجموع الألغام المضادة للدبابات: 142,683 لغماً.

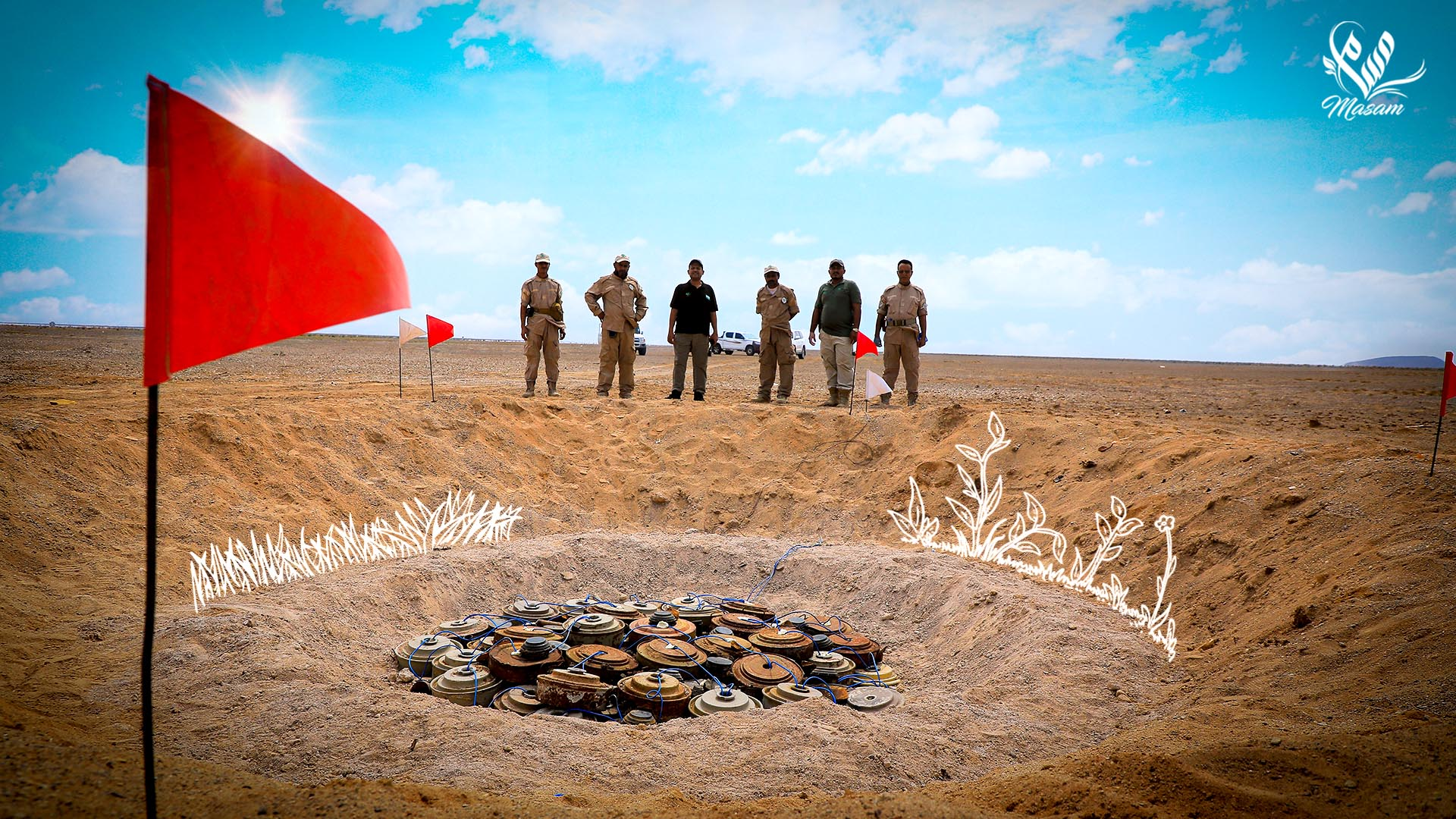
أعضاء أحد الفرق الميدانية بعد عملية الإزالة

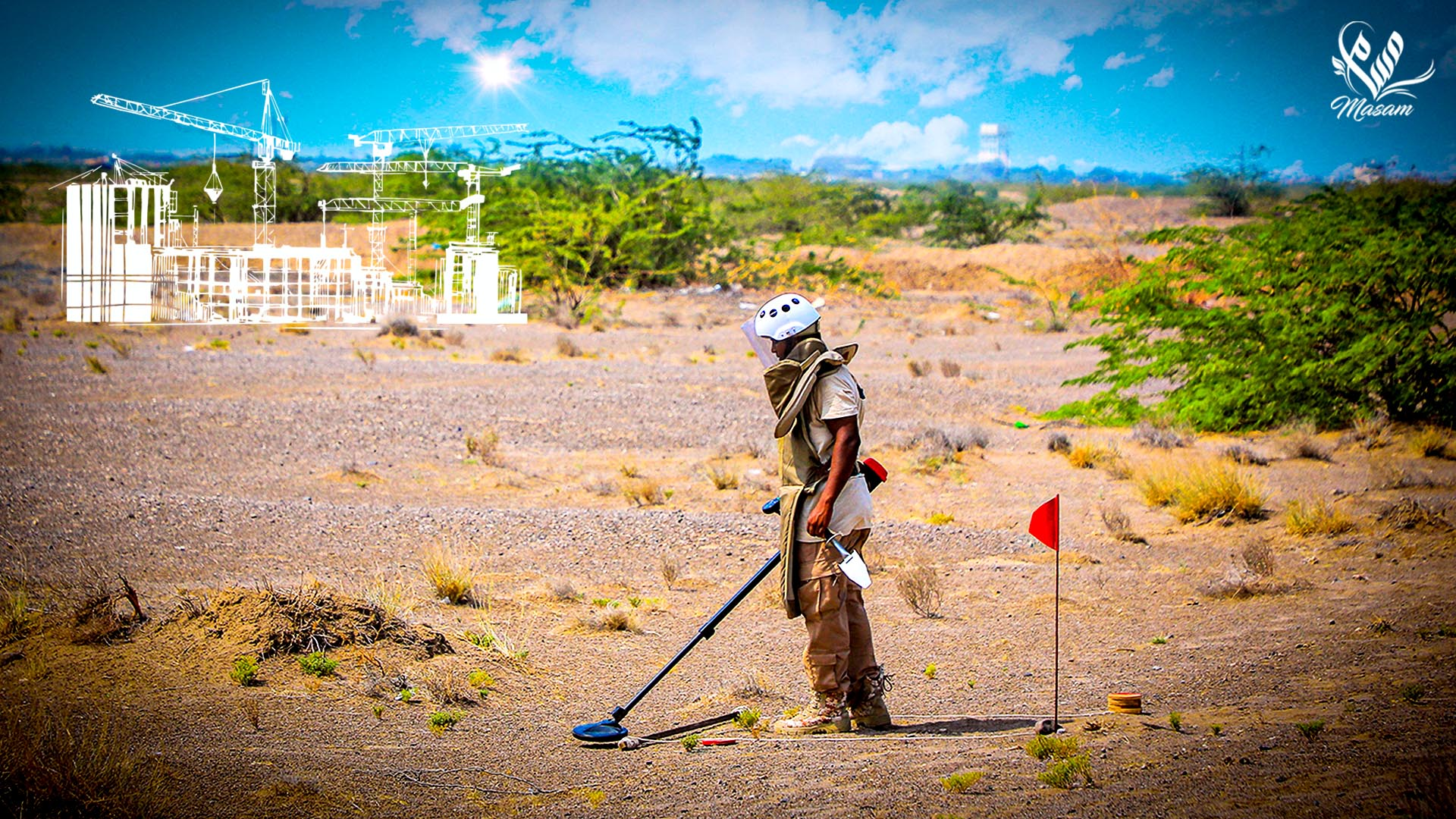
عمليات "مسام" تتواصل في كافة الأراضي المحررة

مجموع الذخائر غير المنفجرة: 270,461 وحدة.
مجموع العبوات الناسفة: 7,944 عبوة.

## التقارير السنوية للمشروع:[14]
تقرير 2018:
إجمالي مساحة الأراضي (م2) التي تم تطهيرها: 1,332,830
مجموع الألغام المضادة للأفراد: 707 لغماً.
مجموع الألغام المضادة للدبابات: 19,242 لغماً.
مجموع الذخائر غير المنفجرة: 11,345 وحدة.
مجموع العبوات الناسفة: 914 عبوة.
تقرير 2019:
إجمالي مساحة الأراضي (م2) التي تم تطهيرها: 5,505,327
مجموع الألغام المضادة للأفراد: 1,013 لغماً.
مجموع الألغام المضادة للدبابات: 26,432 لغماً.
مجموع الذخائر غير المنفجرة: 57,301 وحدة.
مجموع العبوات الناسفة: 3,191 عبوة.
تقرير 2020:
إجمالي مساحة الأراضي (م2) التي تم تطهيرها: 11,279,363
مجموع الألغام المضادة للأفراد: 858 لغماً.
مجموع الألغام المضادة للدبابات: 14,726 لغماً.
مجموع الذخائر غير المنفجرة: 71,066 وحدة.
مجموع العبوات الناسفة: 1,710 عبوة..
تقرير 2021:
إجمالي مساحة الأراضي (م2) التي تم تطهيرها: 10,814,936
مجموع الألغام المضادة للأفراد: 1,704 لغماً.
مجموع الألغام المضادة للدبابات: 42,077 لغماً.
مجموع الذخائر غير المنفجرة: 48,143 وحدة.
مجموع العبوات الناسفة: 423 عبوة.
- تقرير 2022 :
إجمالي مساحة الأراضي (م2) التي تم تطهيرها: 13,711,156
مجموع الألغام المضادة للأفراد: 1,697 لغماً.
مجموع الألغام المضادة للدبابات: 33,048 لغماً.
مجموع الذخائر غير المنفجرة: 42,576 وحدة.
مجموع العبوات الناسفة: 1,432 لغماً.
- تقرير 2023 :
إجمالي مساحة الأراضي (م2) التي تم تطهيرها: 10,222,723
مجموع الألغام المضادة للأفراد: 465 لغماً.
مجموع الألغام المضادة للدبابات: 7,032 لغماً.
مجموع الذخائر غير المنفجرة: 39,434 وحدة.
مجموع العبوات الناسفة: 273 لغماً.
- تقرير 2024 :
إجمالي مساحة الأراضي (م2) التي تم تطهيرها: 10,511,927
مجموع الألغام المضادة للأفراد: 246 لغماً.
مجموع الألغام المضادة للدبابات: 3,258 لغماً.
مجموع الذخائر غير المنفجرة: 45,882 وحدة.
مجموع العبوات الناسفة: 237 لغماً.

## الأوسمة
- وسام الشجاعة اليمني.[19][20][21]

## ضحايا الألغام في اليمن
ساهمت الفرق الهندسية لمشروع مسام في خفض ضحايا الألغام في اليمن على مدار 5 سنوات، وفي تقرير أطلقه المركز الأميركي للعدالة نسخة محفوظة 28 سبتمبر 2022 على موقع واي باك مشين. (مركز حقوقي مسقل)، بعنوان «الألغام: القاتل الأعمى»، الذي يرصد ويوثق حالات القتل والإصابة وتدمير الممتلكات في اليمن، بفعل الألغام، أشار التقرير إلى أنه منذ يونيو 2014 إلى فبراير 2022، قتل نحو 2526 من المدنيين منهم 429 طفلا و217 امرأة، كما أصيب 3 آلاف و286 آخرين منهم 723 طفلا و220 امرأة في عدد 17 محافظة يمنية، وقد تعرض 75% للإعاقة الدائمة أو التشويه الملازم لهم طيلة حياتهم، ووثق التقرير تدمير نحو 425 من وسائل النقل الخاصة المختلفة بشكل كلي و163 بشكل جزئي بسبب الألغام الأرضية.

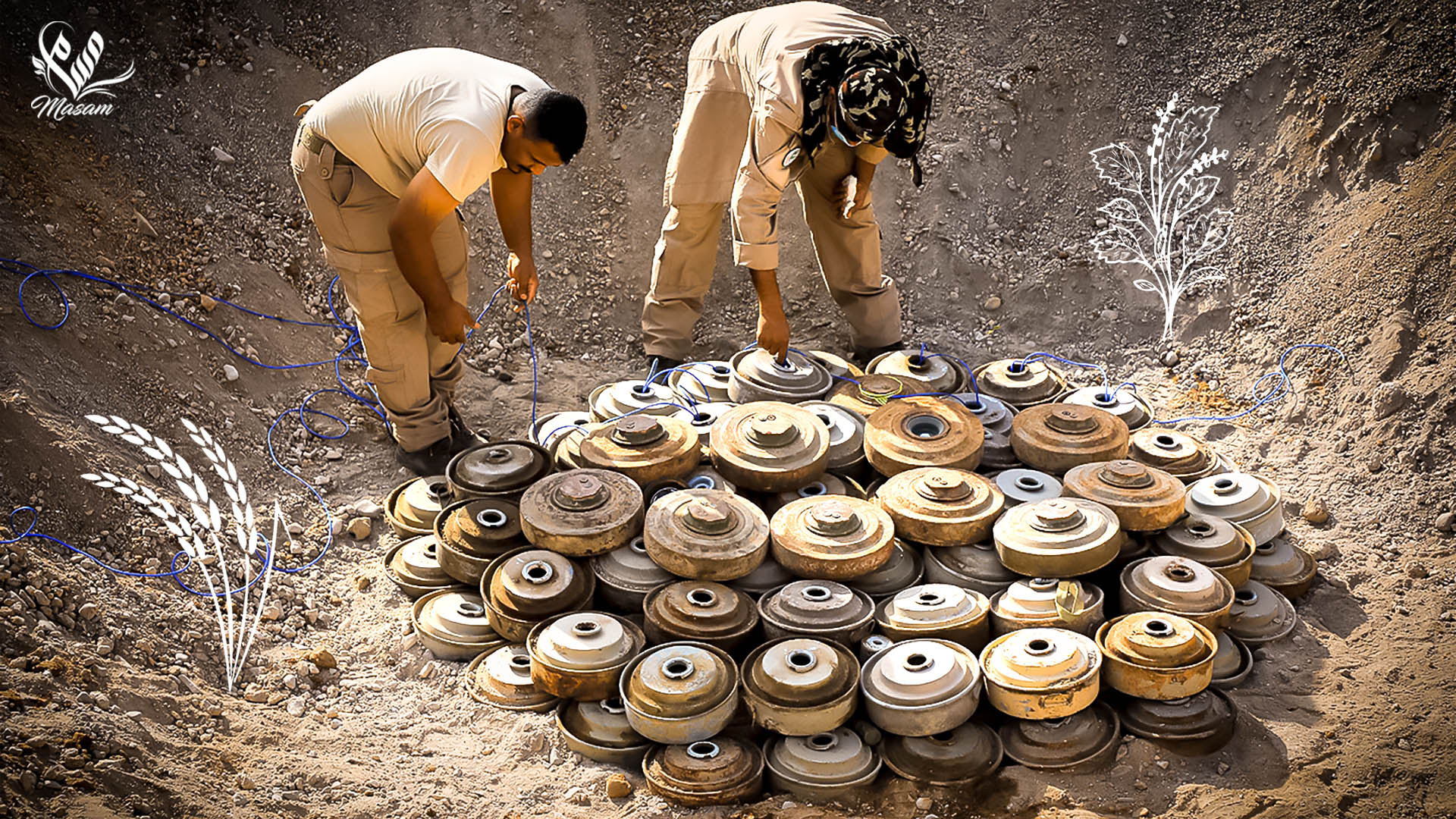
مشروع "مسام" ساهم في إنقاذ اليمنيين من خطر الموت

## الفارق بينإزالة الألغامالعسكرية والألغام الإنسانية
في مناطق الصراعات المسلحة، تتم إزالة الألغام بالطريقة العسكرية، وتكون لذلك أهمية قصوى لفتح طريقٍ آمن يمكن للجنود والوحدات العسكرية المرور من خلاله دون التعرض للخطر وبشكل سريع لأسباب تكتيكية، ويشمل ذلك العمل في حقول الألغام تحت أي ظروف جوية، لإجراء عملية التطهير مع الحرص بشكل كبير جدا على عدم حدوث خسائر بشرية.
أما مجال عمل مشروع «مسام» فهو إزالة الألغام الإنسانية، وهي العمليات التي تبدأ بعد إخلاء المناطق من الميليشيات المسلحة التي كانت تسيطر عليها، والتي تهدف بشكل أساسي لمسح هذه المناطق وتأمينها بشكل تام حتى لا تتسبب في كوارث بين السكان المحليين، وتتطلب هذه المرحلة وقتاً وجهداً كبيرين لحرصها على التخلص من جميع الألغام المزروعة، لأنه وبعد إنهاء النزاع في المنطقة سيعود المدنيين لممارسة حياتهم بشكل طبيعي، ولذا من الضروري تأمينهم من بقايا الحرب المتفجرة ما يطلق عليه (ERW) مثل الذخائر غير المنفجرة والألغام الأرضية.

## اتفاقية أوتاوا 1997:[23]
حررت اتفاقية أوتاوا 1997 في كندا يوم 18 سبتمبر عام 1997م
معاهدة أوتوا أو معاهدة حظر الألغام وبحسب اسمها الرسمي اتفاقية حظر استعمال أو تخزين أو إنتاج أو نقل الألغام المضادة للأشخاص هي اتفاقية دولية تسعى لحظر الألغام المضادة للأشخاص (أي التي تستهدف الناس)، وتم إطلاقها من أجل إنهاء المعاناة والإصابات الناتجة عن الألغام المضادة للأفراد التي تقتل أو تشوه، كل أسبوع، مئات الأشخاص، معظمهم من الأبرياء والمدنيين العزل وبخاصة الأطفال، وتعيق التنمية الاقتصادية والتعمير، وتمنع اللاجئين والمشردين داخلياً من العودة إلى الوطن، وتتسبب في نتائج أخرى وخيمة بعد سنوات من زرعها.

## إدارة المشروع
يدير المشروع منذ تأسيسه الخبير السعودي أسامة بن يوسف القصيبي.